# حكومة حامد القروي
حكومة حامد القروي هي حكومة تونسية ترأسها حامد القروي. عينت الحكومة الجديدة في 27 سبتمبر 1989، وأنهت مهامها في 17 نوفمبر 1999.

## التركيبة الأولى للحكومة
تم إعلان الحكومة في 27 سبتمبر 1989 وهي تماما طبق الأصل لحكومة الهادي البكوش، ماعدا منصب وزير العدل الذي كان يشغله حامد القروي الذي أصبح هنا وزيرا أولا.

### الوزراء
| الصورة | الحقيبة الوزارية                           | الاسم            | الحزب | الحزب                      |
| ------ | ------------------------------------------ | ---------------- | ----- | -------------------------- |
|        | الوزير الأول                               | حامد القروي      |       | التجمع الدستوري الديمقراطي |
|        | وزير الشؤون الخارجية                       | عبد الحميد الشيخ |       | التجمع الدستوري الديمقراطي |
|        | الكاتب العام للرئاسة                       | محمد الجريء      |       | التجمع الدستوري الديمقراطي |
|        | وزير الدفاع الوطني                         | عبد الله القلال  |       | التجمع الدستوري الديمقراطي |
|        | وزير الداخلية                              | الشاذلي النفاتي  |       | التجمع الدستوري الديمقراطي |
|        | وزير العدل                                 | مصطفى بوعزيز     |       | التجمع الدستوري الديمقراطي |
|        | محافظ البنك المركزي التونسي برتبة وزير     | إسماعيل خليل     |       | التجمع الدستوري الديمقراطي |
|        | وزير التخطيط والمالية                      | محمد الغنوشي     |       | التجمع الدستوري الديمقراطي |
|        | وزير الاقتصاد الوطني                       | المنصف بلعيد     |       | مستقل                      |
|        | وزير الفلاحة                               | النوري الزرقاطي  |       | التجمع الدستوري الديمقراطي |
|        | وزير التجهيز والإسكان                      | أحمد فريعة       |       | التجمع الدستوري الديمقراطي |
|        | وزير النقل                                 | أحمد السماوي     |       | التجمع الدستوري الديمقراطي |
|        | وزير السياحة والصناعات التقليدية           | محمد جغام        |       | التجمع الدستوري الديمقراطي |
|        | وزير الاتصالات                             | الصادق رابح      |       | التجمع الدستوري الديمقراطي |
|        | وزير التربية والتعليم العالي والبحث العلمي | محمد الشرفي      |       | مستقل                      |
|        | وزير الثقافة ووزير الإعلام                 | الحبيب بولعراس   |       | التجمع الدستوري الديمقراطي |
|        | وزير الصحة العمومية                        | الدالي الجازي    |       | التجمع الدستوري الديمقراطي |
|        | وزير الشؤون الاجتماعية                     | منصر الرويسي     |       | التجمع الدستوري الديمقراطي |
|        | وزير الشباب والرياضة                       | حمودة بن سلامة   |       | مستقل                      |
|        | الكاتب العام للحكومة                       | توفيق شيخ روحه   |       | مستقل                      |

### كتاب الدولة
| الصورة | الحقيبة الوزارية                             | معتمد لدى                                  | الاسم            | الحزب | الحزب                      |
| ------ | -------------------------------------------- | ------------------------------------------ | ---------------- | ----- | -------------------------- |
|        | كاتب دولة مكلف بالشؤون الدينية               | الوزير الأول                               | قاسم بوسنينة     |       | التجمع الدستوري الديمقراطي |
|        | كاتب دولة لدى وزير الشؤون الخارجية           | وزير الشؤون الخارجية                       | الحبيب بن يحيى   |       | التجمع الدستوري الديمقراطي |
|        | كاتب دولة مكلف بالشؤون المغاربية             | وزير الشؤون الخارجية                       | محمد عمامو       |       | مستقل                      |
|        | كاتب دولة مكلف بالصناعة والتجارة             | وزير الاقتصاد الوطني                       | المولدي الزواوي  |       | التجمع الدستوري الديمقراطي |
|        | كاتب دولة مكلف بالطاقة والمناجم              | وزير الاقتصاد الوطني                       | الحبيب الأزرق    |       | مستقل                      |
|        | كاتب دولة لدى وزير الفلاحة                   | وزير الفلاحة                               | محسن بوجبل       |       | التجمع الدستوري الديمقراطي |
|        | كاتب دولة مكلف بالمياه                       | وزير الفلاحة                               | عامر الحرشاني    |       | مستقل                      |
|        | كاتبة دولة مكلف بالإسكان والتخطيط            | وزير التجهيز والإسكان                      | محمد علي بوليمان |       | التجمع الدستوري الديمقراطي |
|        | كاتب دولة مكلف بالتربية                      | وزير التربية والتعليم العالي والبحث العلمي | أحمد خالد        |       | التجمع الدستوري الديمقراطي |
|        | كاتب دولة مكلف بالتعليم العالي والبحث العلمي | وزير التربية والتعليم العالي والبحث العلمي | الصادق شعبان     |       | التجمع الدستوري الديمقراطي |
|        | كاتب دولة لدى وزير الصحة العمومية            | وزير الصحة العمومية                        | الطاهر عزيز      |       | التجمع الدستوري الديمقراطي |
|        | كاتبة دولة لدى وزير الشؤون الاجتماعية        | وزير الشؤون الاجتماعية                     | نبيهة قدانة      |       | التجمع الدستوري الديمقراطي |

### التحويرات الوزارية

#### تحوير 3 مارس 1990
كان هذا أول تحوير في حكومة حامد القروي، وشمل عدة وزارات وكتابات دولة من بينها ثلاثة وزارات سيادة. منصب الكاتب العام للرئاسة أصبح مدير الديوان الرئاسي. محافظ البنك المركزي لم يعد عضوا في الحكومة. الحبيب بولعراس عين مستشارا خاصا لرئيس الجمهورية وعضوا في الحكومة، خلافا لبقية المستشارين.
| المنصب                                                                 | الاسم                  |
| ---------------------------------------------------------------------- | ---------------------- |
| وزير العدل                                                             | الشاذلي النفاتي        |
| مدير الديوان الرئاسي                                                   | محمد الجريء            |
| وزير مستشار خاص لدى رئيس الجمهورية                                     | الحبيب بولعراس         |
| وزير الشؤون الخارجية                                                   | إسماعيل خليل           |
| وزير الداخلية                                                          | عبد الحميد الشيخ       |
| وزير الاقتصاد والمالية                                                 | محمد الغنوشي           |
| وزير التنمية الجهوية والتخطيط                                          | مصطفى كمال النابلي     |
| وزير أملاك الدولة                                                      | مصطفى بوعزيز           |
| وزير الثقافة والإعلام                                                  | أحمد خالد              |
| وزير التكوين المهني                                                    | الطاهر عزيز            |
| كاتب دولة لدى الوزير الأول مكلف بالشؤون الدينية                        | علي الشابي             |
| كاتب دولة لدى وزير الداخلية مكلف بالأمن القومي                         | محمد العربي المحجوبي   |
| كاتب دولة لدى وزير الداخلية مكلف بالجماعات المحلية                     | محمد سعد               |
| كاتب دولة لدى وزير الاقتصاد والمالية مكلف بالصناعة والتجارة            | المولدي الزواوي        |
| كاتب دولة لدى وزير الاقتصاد والمالية مكلف بالمالية                     | محمد الحبيب الحاج سعيد |
| كاتب دولة لدى وزير الاقتصاد والمالية مكلف بالطاقة والمناجم             | الحبيب الأزرق          |
| كاتب دولة لدى وزير التربية والتعليم العالي والبحث العلمي مكلف بالتربية | المنجي بوسنينة         |
| كاتب دولة لدى وزير الثقافة والإعلام مكلف بالإعلام                      | الهادي القريوي         |
| كاتب دولة لدى وزير الصحة العمومية                                      | الهادي مهني            |

#### تحوير 28 أغسطس 1990
| المنصب               | الاسم          |
| -------------------- | -------------- |
| وزير الشؤون الخارجية | الحبيب بولعراس |

#### تحوير 28 أكتوبر 1990
| المنصب                                                    | الاسم         |
| --------------------------------------------------------- | ------------- |
| كاتب دولة لدى وزير الشؤون الخارجية مكلف بالشؤون المغاربية | حمادي الخويني |

#### تحوير 18 فبراير 1991
| المنصب        | الاسم           |
| ------------- | --------------- |
| وزير الداخلية | عبد الله القلال |

## الحكومة الثانية في 20 فبراير 1991
بموجب المرسومين عدد 91-275 و91-276 المؤرخين في 20 فبراير 1991، تم الإعلان عن تركيبة جديدة للحكومة.

### الوزراء
| الصورة | الحقيبة الوزارية                 | الاسم                  | الحزب | الحزب                      |
| ------ | -------------------------------- | ---------------------- | ----- | -------------------------- |
|        | الوزير الأول                     | حامد القروي            |       | التجمع الدستوري الديمقراطي |
|        | وزير العدل                       | عبد الرحيم الزواري     |       | التجمع الدستوري الديمقراطي |
|        | الوزير مدير الديوان الرئاسي      | محمد الجريء            |       | التجمع الدستوري الديمقراطي |
|        | وزير الشؤون الخارجية             | الحبيب بن يحيى         |       | التجمع الدستوري الديمقراطي |
|        | وزير الداخلية                    | عبد الله القلال        |       | التجمع الدستوري الديمقراطي |
|        | وزير الدفاع الوطني               | الحبيب بولعراس         |       | التجمع الدستوري الديمقراطي |
|        | وزير المالية                     | محمد الغنوشي           |       | التجمع الدستوري الديمقراطي |
|        | وزير الاقتصاد الوطني             | الصادق رابح            |       | التجمع الدستوري الديمقراطي |
|        | وزير التخطيط والتنمية الجهوية    | مصطفى كمال النابلي     |       | التجمع الدستوري الديمقراطي |
|        | وزير الفلاحة                     | المولدي الزواوي        |       | التجمع الدستوري الديمقراطي |
|        | وزير أملاك الدولة                | مصطفى بوعزيز           |       | التجمع الدستوري الديمقراطي |
|        | وزير التجهيز والإسكان            | أحمد فريعة             |       | التجمع الدستوري الديمقراطي |
|        | وزير النقل                       | فوزي بالكاهية          |       | التجمع الدستوري الديمقراطي |
|        | وزير السياحة والصناعات التقليدية | محمد جغام              |       | التجمع الدستوري الديمقراطي |
|        | وزير الاتصالات                   | الحبيب الأزرق          |       | مستقل                      |
|        | وزير التربية والعلوم             | محمد الشرفي            |       | مستقل                      |
|        | وزير الثقافة                     | منصر الرويسي           |       | التجمع الدستوري الديمقراطي |
|        | وزير الصحة العمومية              | الدالي الجازي          |       | التجمع الدستوري الديمقراطي |
|        | وزير الشؤون الاجتماعية           | أحمد السماوي           |       | التجمع الدستوري الديمقراطي |
|        | وزير التشغيل والتكوين المهني     | توفيق شيخ روحه         |       | مستقل                      |
|        | وزير الشباب والرياضة             | محمد سعد               |       | التجمع الدستوري الديمقراطي |
|        | الكاتب العام للحكومة             | محمد الحبيب الحاج سعيد |       | التجمع الدستوري الديمقراطي |

### كتاب الدولة
| الصورة | الحقيبة الوزارية                      | معتمد لدى              | الاسم             | الحزب | الحزب                      |
| ------ | ------------------------------------- | ---------------------- | ----------------- | ----- | -------------------------- |
|        | كاتب دولة مكلف بالشؤون الدينية        | الوزير الأول           | علي الشابي        |       | التجمع الدستوري الديمقراطي |
|        | كاتب دولة مكلف بالإعلام               | الوزير الأول           | الهادي قريوي      |       | التجمع الدستوري الديمقراطي |
|        | كاتب دولة مكلف بالبحث العلمي          | الوزير الأول           | الصادق شعبان      |       | التجمع الدستوري الديمقراطي |
|        | كاتب دولة لدى وزير الشؤون الخارجية    | وزير الشؤون الخارجية   | نور الدين المجدوب |       | التجمع الدستوري الديمقراطي |
|        | كاتب دولة مكلف بالشؤون المغاربية      | وزير الشؤون الخارجية   | حمادي الخويني     |       | التجمع الدستوري الديمقراطي |
|        | كاتب دولة مكلف بالجماعات المحلية      | وزير الداخلية          | رفيق بالحاج قاسم  |       | التجمع الدستوري الديمقراطي |
|        | كاتب دولة مكلف الموارد المائية        | وزير الفلاحة           | عامر الحرشاني     |       | مستقل                      |
|        | كاتب دولة لدى وزير التربية والعلوم    | وزير التربية والعلوم   | المنجي بوسنينة    |       | التجمع الدستوري الديمقراطي |
|        | كاتبة دولة لدى وزير الشؤون الاجتماعية | وزير الشؤون الاجتماعية | نبيهة قدانة       |       | التجمع الدستوري الديمقراطي |

### التحويرات الوزارية

#### تحوير 26 يونيو 1991
| المنصب                                        | الاسم       |
| --------------------------------------------- | ----------- |
| كاتب دولة لدى الوزير الأول مكلف بالبحث العلمي | الهادي مهني |

#### تحوير 28 أغسطس 1991
| المنصب                                   | الاسم        |
| ---------------------------------------- | ------------ |
| كاتب دولة لدى الوزير الأول مكلف بالإعلام | فتحي الهويدي |

#### تحوير 11 أكتوبر 1991
| المنصب                                                             | الاسم              |
| ------------------------------------------------------------------ | ------------------ |
| وزير دولة، وزير الداخلية                                           | عبد الله القلال    |
| وزير الدفاع الوطني                                                 | عبد العزيز بن ضياء |
| وزير البيئة والتهيئة الترابية                                      | صالح الجبالي       |
| وزير الثقافة                                                       | المنجي بوسنينة     |
| كاتب دولة لدى الوزير الأول مكلف بالإصلاح الإداري والوظيفة العمومية | صلاح الدين الشريف  |
| كاتب دولة لدى وزير الشؤون الخارجية مكلف بالشؤون الأفريقية          | الصادق فيالة       |
| كاتب دولة لدى وزير الاقتصاد الوطني مكلف بالتجارة                   | منجي صفرة          |
| كاتب دولة لدى وزير التربية والعلوم                                 | حاتم بن عثمان      |

#### تحوير 4 نوفمبر 1991
| المنصب                                                    | الاسم         |
| --------------------------------------------------------- | ------------- |
| كاتب دولة لدى وزير الشؤون الخارجية مكلف بالشؤون المغاربية | سعيد بن مصطفى |

#### تحوير 16 يناير 1992
| المنصب               | الاسم     |
| -------------------- | --------- |
| الكاتب العام للحكومة | رضا قريرة |

#### تحوير 9 مارس 1992
| المنصب              | الاسم      |
| ------------------- | ---------- |
| وزير الشؤون الدينية | علي الشابي |

#### تحوير 27 أبريل 1992
| المنصب                                                     | الاسم       |
| ---------------------------------------------------------- | ----------- |
| كاتب دولة لدى الوزير الأول مكلف بالبحث العلمي والتكنولوجيا | الهادي مهني |

#### تحوير 9 يونيو 1992
| المنصب                                               | الاسم               |
| ---------------------------------------------------- | ------------------- |
| وزير العدل                                           | الصادق شعبان        |
| وزير التعاون الدولي والاستثمار الخارجي               | محمد الغنوشي        |
| وزير المالية                                         | النوري الزرقاطي     |
| وزير التجهيز والإسكان                                | محمد شرف الدين قلوز |
| وزير البيئة والتهيئة الترابية                        | محمد المهدي مليكة   |
| وزير النقل                                           | الطاهر الحاج علي    |
| وزير التكوين المهني والتشغيل                         | منصر الرويسي        |
| كاتب دولة لدى وزير التعاون الدولي والاستثمار الخارجي | صالح بريك الحناشي   |

#### تحوير 3 أغسطس 1992
| المنصب                                                             | الاسم            |
| ------------------------------------------------------------------ | ---------------- |
| وزير الصحة العمومية                                                | الهادي مهني      |
| وزير الشؤون الاجتماعية                                             | محمد الفاضل خليل |
| كاتب دولة لدى الوزير الأول التعاون مكلف بالبحث العلمي والتكنولوجيا | منجي صفرة        |
| كاتب دولة لدى وزير الاقتصاد الوطني مكلف بالتجارة                   | صالح الحمدي      |
| كاتب دولة لدى وزير الصحة العمومية                                  | علي الشاوش       |

#### تحوير 17 أغسطس 1992
| المنصب                                                        | الاسم       |
| ------------------------------------------------------------- | ----------- |
| كاتبة دولة لدى الوزير الأول مكلفة بشؤون المرأة والأسرة        | نبيهة قدانة |
| كاتبة دولة لدى وزير الشؤون الاجتماعية مكلفة بالنهوض الاجتماعي | نزيهة مزهود |

#### تحوير 15 يونيو 1993
| المنصب                            | الاسم              |
| --------------------------------- | ------------------ |
| وزير الفلاحة                      | محمد بن رجب        |
| وزير التجهيز والإسكان             | علي الشاوش         |
| وزير الشباب والطفولة              | عبد الرحيم الزواري |
| كاتب دولة لدى وزير الصحة العمومية | فتحي المرداسي      |

#### تحوير 6 أغسطس 1993
| المنصب                                                   | الاسم           |
| -------------------------------------------------------- | --------------- |
| وزيرة معتمدة لدى الوزير الأول مكلفة بشؤون المرأة والأسرة | نزيهة مزهود     |
| كاتب دولة لدى وزير الشؤون الاجتماعية                     | كمال الحاج ساسي |

#### تحوير 1 يونيو 1994
| المنصب                             | الاسم            |
| ---------------------------------- | ---------------- |
| وزير النقل                         | المنذر الزنايدي  |
| وزير التربية والعلوم               | أحمد فريعة       |
| كاتب دولة لدى وزير الاقتصاد الوطني | صلاح الدين بوقرة |
| كاتب دولة لدى وزير الفلاحة         | الشاذلي العروسي  |

#### تحوير 16 نوفمبر 1994
| المنصب              | الاسم         |
| ------------------- | ------------- |
| وزير التربية        | حاتم بن عثمان |
| وزير التعليم العالي | الدالي الجازي |

#### تحوير 25 يناير 1995
| المنصب                                        | الاسم               |
| --------------------------------------------- | ------------------- |
| وزير دولة، مستشار خاص لدى رئيس الجمهورية      | عبد الله القلال     |
| وزير الداخلية                                 | محمد جغام           |
| وزير التنمية الاقتصادية                       | مصطفى كمال النابلي  |
| وزير الصناعة                                  | صلاح الدين بوقرة    |
| وزير التجارة                                  | صلاح الدين بن مبارك |
| وزير الشؤون الاجتماعية                        | الصادق رابح         |
| وزير المواصلات                                | الحبيب عمار         |
| وزير السياحة والصناعات التقليدية              | صلاح الدين معاوي    |
| وزير الثقافة                                  | صالح البكاري        |
| كاتب دولة لدى وزير الفلاحة مكلف بالصيد البحري | الشاذلي العروسي     |
| كاتب دولة لدى وزير الداخلية مكلف بالأمن       | محمد علي القنزوعي   |

#### تحوير 27 مارس 1995
| المنصب                                                   | الاسم      |
| -------------------------------------------------------- | ---------- |
| وزيرة معتمدة لدى الوزير الأول مكلفة بشؤون المرأة والأسرة | نزيهة زروق |

#### تحوير 13 يونيو 1996
| المنصب                 | الاسم           |
| ---------------------- | --------------- |
| وزير الدفاع الوطني     | عبد الله القلال |
| وزير الشؤون الاجتماعية | الشاذلي النفاتي |
| وزير النقل             | الصادق رابح     |
| وزير التجارة           | المنذر الزنايدي |

#### تحوير 5 أغسطس 1996
| المنصب       | الاسم               |
| ------------ | ------------------- |
| وزير الثقافة | عبد الباقي الهرماسي |

#### تحوير 22 يناير 1997
| المنصب                    | الاسم              |
| ------------------------- | ------------------ |
| وزير مدير الديوان الرئاسي | محمد جغام          |
| وزير الدفاع الوطني        | الحبيب بن يحيى     |
| وزير الداخلية             | محمد بن رجب        |
| وزير الشؤون الخارجية      | عبد الرحيم الزواري |
| وزير العدل                | عبد الله القلال    |
| وزير المالية              | محمد الجريء        |
| وزير المواصلات            | أحمد فريعة         |
| وزير الفلاحة              | مبروك البحري       |
| وزير الشباب والطفولة      | محمد رؤوف النجار   |

#### تحوير 9 أكتوبر 1997
| المنصب        | الاسم       |
| ------------- | ----------- |
| وزير الداخلية | علي الشاوش  |
| وزير النقل    | حسين شوك    |
| وزير الفلاحة  | الصادق رابح |

#### تحوير 2 أكتوبر 1998
| المنصب                             | الاسم       |
| ---------------------------------- | ----------- |
| كاتب دولة لدى وزير الشؤون الخارجية | الطاهر صيود |

#### تحوير 18 ديسمبر 1998
| المنصب                                                     | الاسم        |
| ---------------------------------------------------------- | ------------ |
| كاتب دولة لدى الوزير الأول مكلف بالبحث العلمي والتكنولوجيا | محمد بن أحمد |